# Аназа

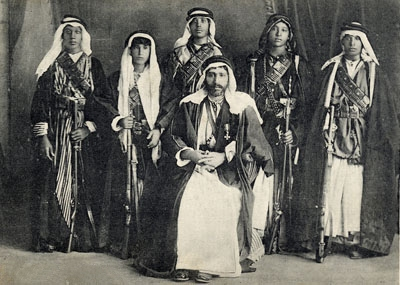
Аназитский вождь Муджхим ибн Мухид (на переднем плане) вместе со своими сыновьями (1920 год)

А́наза (анезы, араб. عَنَزَة‎) — одно из крупнейших арабских племён, потомки Аднана (аднаниды).

## Происхождение
Племя получило своё название от имени родоначальника — А́наза ибн А́сад ибн Раби́а ибн Низа́р ибн Ма́ад. Племя делится на три крупные ветви: Муслим, Ваиль и Убайд. По словам Аббаса аль-Азави в книге «Племена Ирака» (араб. عشائر العراق‎), все роды и кланы племени аназа ведут родословную от двух сыновей Аназы ибн Асада — Башара и Муслима.

## Ареал
Представители племени аназа проживают на территории Неджда, Хиджаза и Леванта (Хомс, Хама, Халеб). По географическому признаку их можно разделить на следующие группы: аназиты Ирака, аназиты Евфрата и Джазиры, аназиты Хамы, аназиты Хомса, аназиты Дамаска и аназиты Хиджаза. По сообщению аль-Калкашанди в «Субх аль-Аша», аназиты изначально проживали в Хайбаре близ Медины. По словам Ибн Халдуна, племя аназа сначала проживало в Айн-Тамре (совр. мухафаза Кербела, Ирак), а затем переселилось в Хайбар.
Востоковед И. Л. Буркхардт причислял аназитов к племенам, кочующим в весеннее и летнее время в плодоносной части Сирии и возвращающимся к зиме в пустыню Аравии. Они составляли одно из самых могущественных пастушеских племён Аравийской пустыни. Они брали дань и с сирийских селений, и с караванов паломников. Число их в XIX веке превышало 300 000 чел. Многие из прочих племён на границах Сирии и на берегах Евфрата уплачивали аназитам ежегодно дань, другие жили с ними в непримиримой вражде. Некоторые из аназитов жили в палатках и, тем не менее, возделывали землю или доставляли продукты своего скотоводства для продажи в Алеппо.